# Bahno

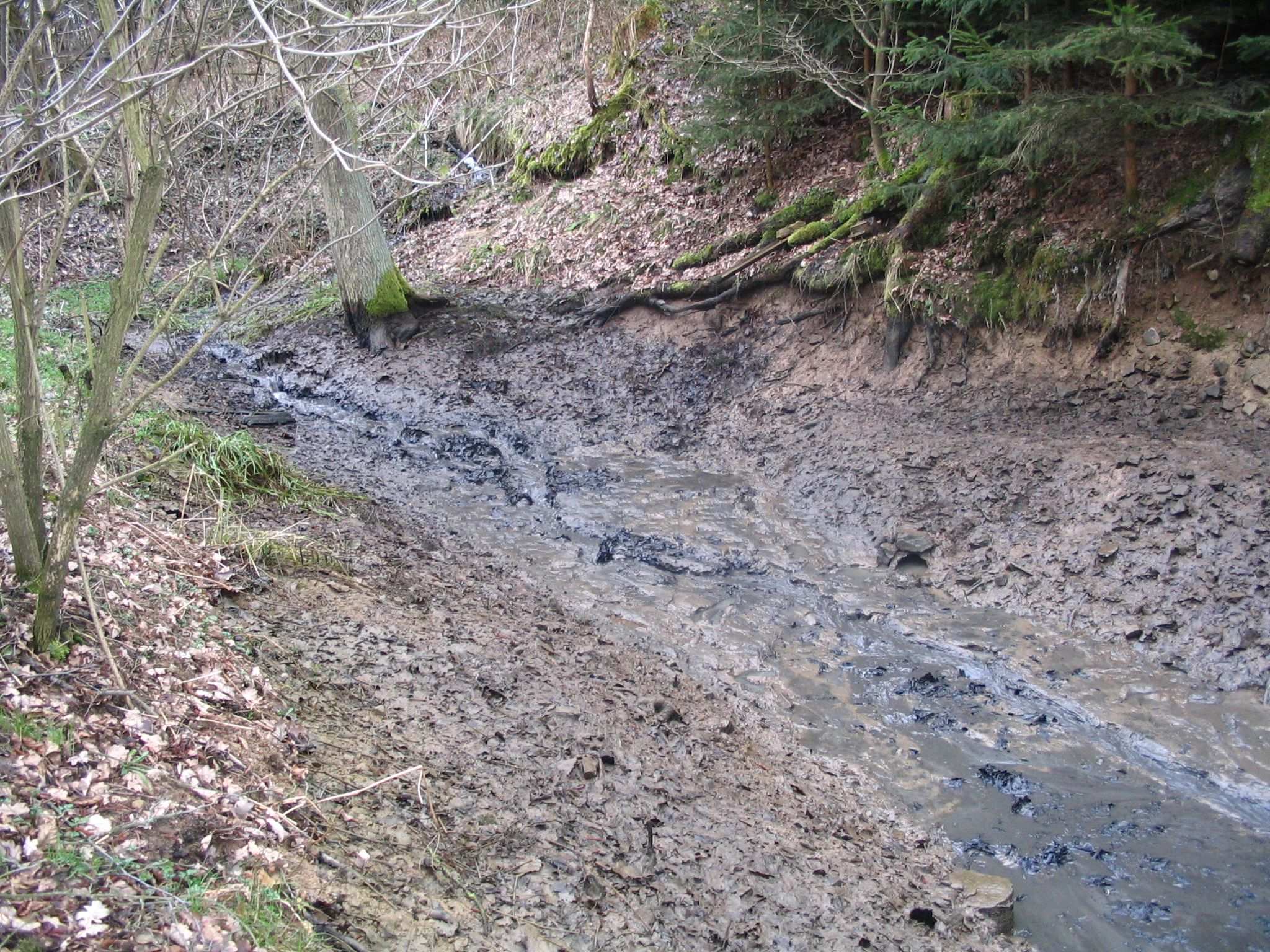
Bahno po vypuštění rybníka

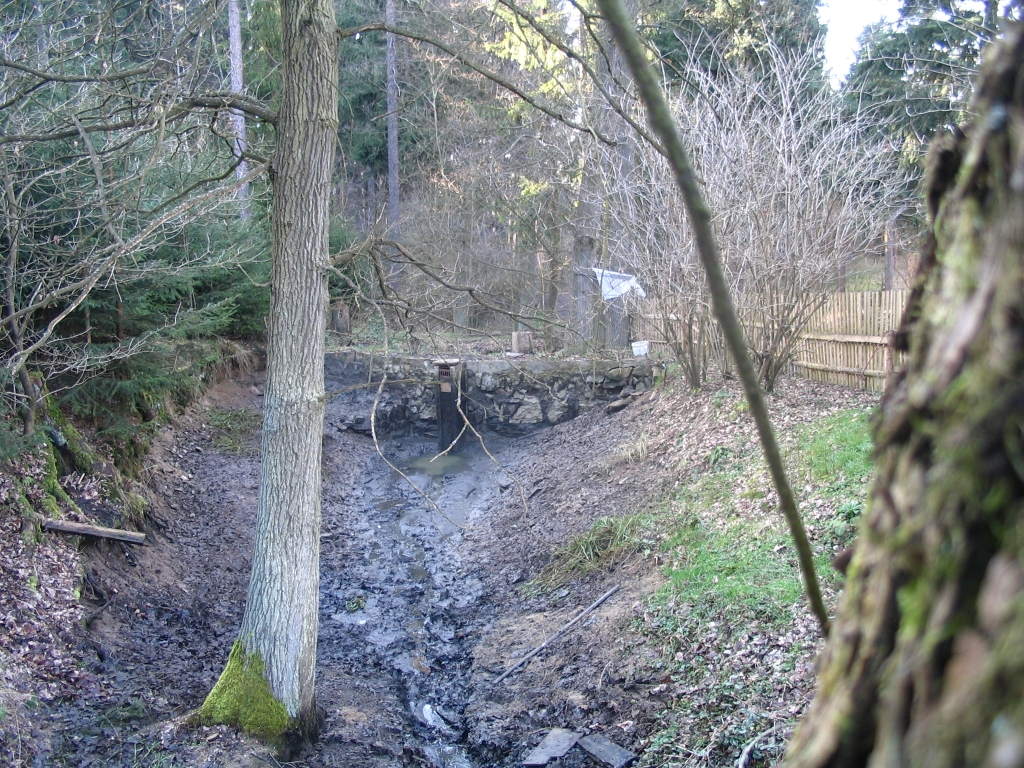
I po odbahnění bahno na dně částečně zůstává

Bahno je hmota vznikající tlením biomasy ve vodě. Většinou se jedná o listí ze stromů s připlavenou půdou a trusem ryb. Barva bahna je hnědavá nebo tmavě zelená, často zapáchá.[zdroj?]

## Zabahňování
V rybnících (zejména těch krmných) bahno způsobuje zanášení, kdy se bahno usadí a postupně pokryje celé dno až do výšky několika decimetrů. Proto je potřeba čas od času provést odbahnění. V jezerech bahno vzniká také, ale většinou současně stejným tempem neustále a přirozenými procesy mizí.

## Využití
Po dostatečném uležení a přemrznutí se bahno dá použít jako hnojivo. Bahna z některých lokalit mohou být léčivá a používaná k bahenním koupelím. Nejvyhledávanější je pravděpodobně bahno z Mrtvého moře (pro svůj vysoký obsah minerálů).

## Bahno versus bláto
Pojmenování pro zeminu (hlínu, jíl) rozmočenou ve vodě, je bláto. Od bahna se liší právě v tlející biomase. V běžné mluvě se ale oba pojmy (chybně) zaměňují.[zdroj?]